# Fachrichtung (Berufsausbildung)
Eine Fachrichtung ist eine Differenzierungsmöglichkeit für staatlich anerkannte Ausbildungsberufe. Fachrichtungen werden in der Ausbildungsordnung für den jeweiligen Ausbildungsberuf beschrieben und haben einen Umfang von sechs bis maximal 18 Monaten.

## Anwendungsbereich

Vermessungstechniker mit Fachrichtungen im Vergleich zum Monoberuf Geomatiker

Die Verwendung von Fachrichtungen stellt die stärkste Form der Binnendifferenzierung in einem Beruf dar. Es handelt sich dabei um eine implizite Differenzierung. Fachrichtungen kommen häufig zur Anwendung, wenn branchenspezifische Besonderheiten vorliegen.
Bei einem dreijährigen Ausbildungsberuf mit Fachrichtungen sind in der Regel die ersten beiden Ausbildungsjahre identisch. Im dritten Jahr erfolgen die spezifischen Fertigkeiten, Kenntnisse und Fähigkeiten der jeweiligen Branche. Der Ausbildungsberuf Vermessungstechniker kennt beispielsweise die zwei Fachrichtungen ‚Vermessung' sowie ‚Bergvermessung'. Die Fachrichtungen werden sowohl im Ausbildungsberufsbild, im Ausbildungsrahmenplan wie auch in den Abschlussprüfungen berücksichtigt. Fachrichtungen werden daher in der Berufsbezeichnung, wie auch im Prüfungszeugnis bzw. dem Gesellenbrief ausgewiesen.

## Abgrenzung zu anderen Differenzierungsmöglichkeiten

### Monoberuf
Berufe, die keine Binnendifferenzierungen aufweisen, werden als Monoberufe bezeichnet. Das Qualifikationsprofil des Berufes weist dabei keine Spezialisierung auf. Eine ‚Quasi-Binnendifferenzierung’ kann dadurch erreicht werden, dass die Ausbildungsinhalte möglichst technikneutral formuliert werden.

### Wahlqualifikationen
Wahlqualifikationen kommen als Strukturelement insbesondere für Ausbildungsberufe in Betracht, die von spezialisierten Branchen nachgefragt werden. Jeder dieser Betriebe bearbeitet dabei ein anderes Aufgabenspektrum. Die Betriebe können verschiedene Qualifikationen einzelner Bereiche durch die Nutzung von Wahlqualifikationen miteinander kombinieren. Dazu steht ihnen eine Auswahlliste entsprechend den Vorgaben der Ausbildungsordnung zur Verfügung (z. B. drei Wahlqualifikationen aus neun).
Wahlqualifikationen werden im Ausbildungsberufsbild, im Ausbildungsrahmenplan sowie in den Prüfungen berücksichtigt. Ihr Umfang beträgt insgesamt zwischen sechs und 18 Monate.
Wahlqualifikationen können auch mit Fachrichtungen kombiniert werden. So verfügt der Ausbildungsberuf Drucker über Fachrichtungen und innerhalb der Fachrichtungen wiederum über Wahlqualifikationen.

### Beruf mit Schwerpunkten
Eine weitere implizierte Differenzierung stellt ein Ausbildungsberuf mit Schwerpunkten dar. Hier werden im zweiten und dritten Ausbildungsjahr modulare Inhalte im Umfang von (i. d. R.) sechs bis maximal zwölf Monaten der gesamten Ausbildungszeit angeboten. Schwerpunkte werden nur im Ausbildungsrahmenplan und in den Prüfungen berücksichtigt. Beispiele für Berufe mit Schwerpunkte sind der Maschinen- und Anlagenführer oder der Baustoffprüfer.

### Beruf mit Einsatzgebieten
Ein Einsatzgebiet stellt die schwächste Form der Binnendifferenzierung dar. Hier wird die Ausbildung in einem oder mehreren Einsatzgebieten in einem Umfang von maximal 12 Monaten vertieft. Das Einsatzgebiet kann in der Prüfung berücksichtigt werden. Berufe mit Einsatzgebieten sind beispielsweise die industriellen Metallberufe, z. B. der Anlagenmechaniker oder der Werkzeugmechaniker.